# Česko-německé fórum mládeže
Česko-německé fórum mládeže (ČNFM) – Deutsch-tschechisches Jungendforum je projekt, který spojuje mladé lidi z České republiky a Německa. Cílem této dvojstranné diskuzní platformy je, aby hlas mladých lidí mezi 16 a 26 lety v oblasti společenských a politických událostí byl slyšet a aby se tito lidé aktivně podíleli na dialogu mezi oběma zeměmi. Za tímto účelem připravují v pěti pracovních skupinách projekty, které si sami vymyslí. Česko-německé fórum mládeže vzniklo v roce 2001 a jeho jedno funkční období trvá dva roky.

## Historie
Česko‐německé fórum mládeže vzniklo z iniciativy mladých lidí z České republiky a Německa, kteří již v roce 1997, kdy byla ministry zahraničí obou zemí založena Koordinační rada Česko‐německého diskusního fóra, požadovali možnost zapojení mladé generace do česko‐německého dialogu. V roce 2001 bylo Česko‐německé fórum mládeže založeno jako projekt Koordinační rady. Obě grémia jsou dodnes úzce propojena: Fórum mládeže je od roku 2003 v Česko‐německém diskusním fóru zastoupeno svými mluvčími a už se aktivně zapojilo do programu jeho výroční konference v Praze.
Jeden z nejznámějších projektů ČNFM je Do Německa na zkušenou.

## Zastřešující témata
Deváté funkční období (2015/2017): "Kde jsem doma?"
Desáté funkční období (2017/2019) : "Jakou budoucnost (s)tvoříme?"; v desátém funkčním období byli hlavními podporovateli projektu Tandem – Koordinační centrum česko‐německých výměn mládeže, Česko‐německý fond budoucnosti, Ministerstvo školství, mládeže a tělovýchovy ČR a Bundesministerium für Familie, Senioren, Frauen und Jugend
Jedenácté funkční období (2019/2021): "Moje, tvoje, naše hranice"
Dvanácté funkční období (2021/2023): "Naše perspektiva"